# Italiensk blåstjärna
Italiensk blåstjärna (Hyacinthoides italica) är en växtart i familjen sparrisväxter. 

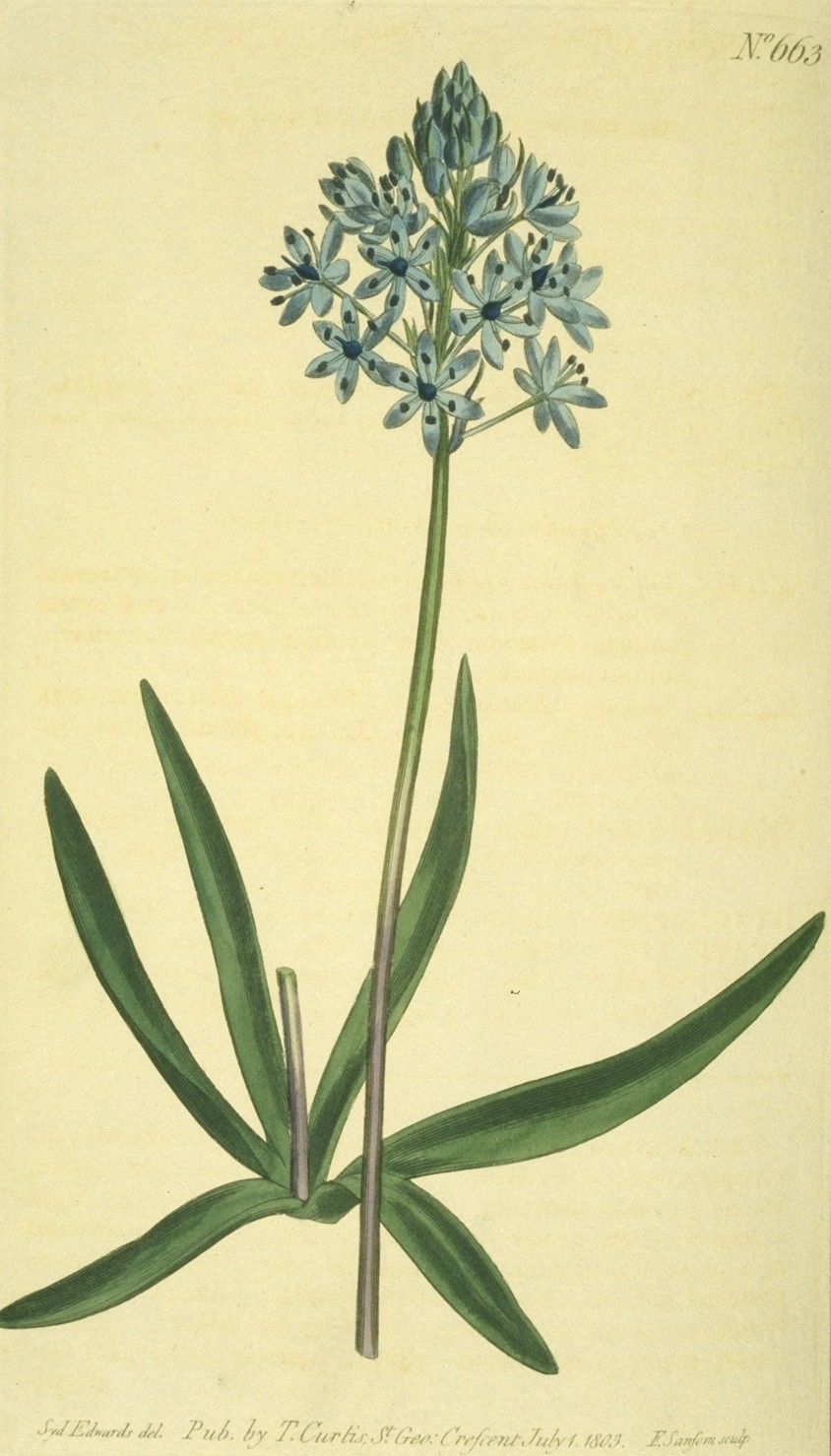